# Kerochariesthes fulvoplagiata
Kerochariesthes fulvoplagiata är en skalbaggsart som först beskrevs av Stefan von Breuning 1938.  Kerochariesthes fulvoplagiata ingår i släktet Kerochariesthes och familjen långhorningar. Inga underarter finns listade i Catalogue of Life.